# Archieparquía de Nísibis de los maronitas
La archieparquía titular de Nísibis de los maronitas (en latín: Archieparchia Nisibena Maronitarum) es una sede titular de la Iglesia católica conferida a miembros de la Iglesia católica maronita. Corresponde a una antigua arquidiócesis cuya sede estaba en la ciudad de Nísibis (hoy Nusaybin) en Turquía.

## Historia

### Orígenes de la sede episcopal
Nísibis fue una antigua sede arzobispal de la provincia romana de Mesopotamia en la diócesis civil de Oriente y en el patriarcado de Antioquía. La única Notitia Episcopatuum del patriarcado antioqueno ignora la sede de Nísibis, probablemente porque en el momento de su primitiva redacción (siglo VI) la ciudad ya no era parte del Imperio bizantino.
Los orígenes del cristianismo en Nísibis y su territorio son inciertos, ya que se convirtió en parte del Imperio romano solo después de 297, aunque previamente había sido capturada y perdida varias veces. Se documenta una presencia cristiana a fines del siglo II según el testimonio contenido en la Vita de Abercio de Hierápolis. Lo más probable es que el obispado se haya establecido como consecuencia de la llegada de los romanos y de la libertad para la religión cristiana después del edicto de Milán en 313.
Tras la caída de Nísibis a manos del persa Sapor II (363), la sede estuvo ocupada permanentemente por obispos nestorianos, atestiguados desde 410 hasta principios del siglo XVII, y por los obispos jacobitas, de los cuales, se conocen quince desde el siglo VII al XII.

### Sede titular
Una sede titular católica es una diócesis que ha cesado de tener un territorio definido bajo el gobierno de un obispo y que hoy existe únicamente en su título. Continúa siendo asignada a un obispo, quien no es un obispo diocesano ordinario, pues no tiene ninguna jurisdicción sobre el territorio de la diócesis, sino que es un oficial de la Santa Sede, un obispo auxiliar, o la cabeza de una jurisdicción que es equivalente a una diócesis bajo el derecho canónico.
La arquidiócesis de Nísibis fue restaurada como archieparquía titular maronita en 1960. Fue conferida por primera vez por la Santa Sede el 11 de marzo de 1960 al obispo Pedro Sfair.
Existen además, la archieparquía titular de Nísibis de los caldeos y la arquidiócesis latina.

## Cronología de los obispos

### Arzobispos titulares
- Pedro Sfair † (11 de marzo de 1960-18 de mayo de 1974, fallecido)
  - Sede vacante, desde el 18 de mayo de 1974[8]
- Michel Jalakh, O.A.M., desde el 8 de marzo de 2024.